# Iuliu Prassler
Iuliu Iosif Prassler (ou Gyula Prassler en hongrois ; né en 1916 et mort en 1941) était un joueur de football roumain, qui jouait comme attaquant.

## Biographie

### Club
Il jouait en club dans l'équipe du championnat roumain de l'AMEF Arad.

### Carrière internationale
Il fut également international avec la Roumanie, et participa à la coupe du monde 1938 en France.